# Каприел Норадункян
Каприел Норадункян (на арменски: Գաբրիել Նորադունքեան) е османски политик и дипломат и арменски общественик.
Роден е на 6 ноември 1852 година в цариградския район Юскюдар в семейството на арменец хлебар. През 1870 година завършва Бейрутския университет „Свети Йосиф“, след което учи право и полотически науки в Парижкия университет. През 1875 година се връща в Цариград, където преподава право и постъпва на служба като правен съветник във вънщното министерство. Активен е в арменската общност и през 1894 година оглавява Арменското национално събрание, управителен орган на арменския миллет. След Младотурската революция през 1908 година става министър на търговията и остава на този пост до началото на 1910 година, а през 1912 – 1913 година е външен министър. През 1915 година, в разгара на Арменския геноцид, емигрира в Западна Европа, където остава до смъртта си, участвайки активно в различни арменски организации.
Каприел Норадункян умира през 1936 година в Париж.